# آوریل
آوریل (به فرانسوی: Avril) ، (به انگلیسی: April)چهارمین ماه در گاهشماری گریگوری و گاه‌ شمار ژولینی است و یکی از چهار ماهی است که ۳۰ روز دارد.
هرگاه نام آوریل می‌آید خود به خود اشاره به بهار در نیم‌کرهٔ شمالی و پاییز در نیم‌کرهٔ جنوبی دارد. البته برعکس این مطلب برای ماه اکتبر در بین دو نیم‌کرهٔ شمالی و جنوبی برقرار است. آوریل در همان روزی از هفته آغاز می‌شود که ژوئیه در سال‌های معمولی و ژانویه در سال‌های کبیسه آغاز می‌گردد و همیشه آوریل در همان روزی از هفته به پایان می‌رسد که ماه دسامبر به پایان می‌رسد.
در گذشته، پیش از آنکه ماه‌های ژانویه و فوریه در سال ۷۰۰ پیش از میلاد، از سوی شاه نوما پمپیلیوس به گاه‌شماری رومی افزوده شود، آوریل دومین ماه سال بود اما پس از این دگرگونی و هنگامی که دوازده ماه سال به ترتیب در گاهشمار جای گرفتند چهارمین ماه سال شد و البته در طول دوران دسمویری نزدیک به سال ۴۵۰ پیش از میلاد، طول این ماه ۲۹ روز در نظر گرفته می‌شد. گمان آن می‌رود که نام آوریل از واژهٔ لاتین Aprilis گرفته شده باشد اما در مورد آن اطمینانی وجود ندارد. ریشه‌شناسی سنتی می‌گوید که آوریل از واژهٔ aperire به معنی «گشودن» گرفته شده برای اشاره به آغاز فصل بهار که در آن گل‌ها و درختان باز می‌شود. این معنی اگر با معنی امروز واژهٔ بهار، ἁνοιξις در زبان یونانی مقایسه شود همچنان معنای درستی می‌دهد. ἁνοιξις (انکسیس) در یونانی به معنی گشایش است. نام برخی از ماه‌های رومی برای بزرگداشت خدایان آنان چنین برگزیده می‌شد، آوریل هم برای ایزدبانو ونوس مقدس شده بود.

## رویدادها
- ۱ آوریل
  - خاب نیسان (آشوری‌ها)
  - روز درختکاری (تانزانیا)
  - دروغ اول آوریل
- ۲ آوریل
  - سیزده‌به‌در (گاهشماری ایرانی)
  - روز جهانی کتاب کودک
  - روز اودیسا، (هند)
- ۴ آوریل

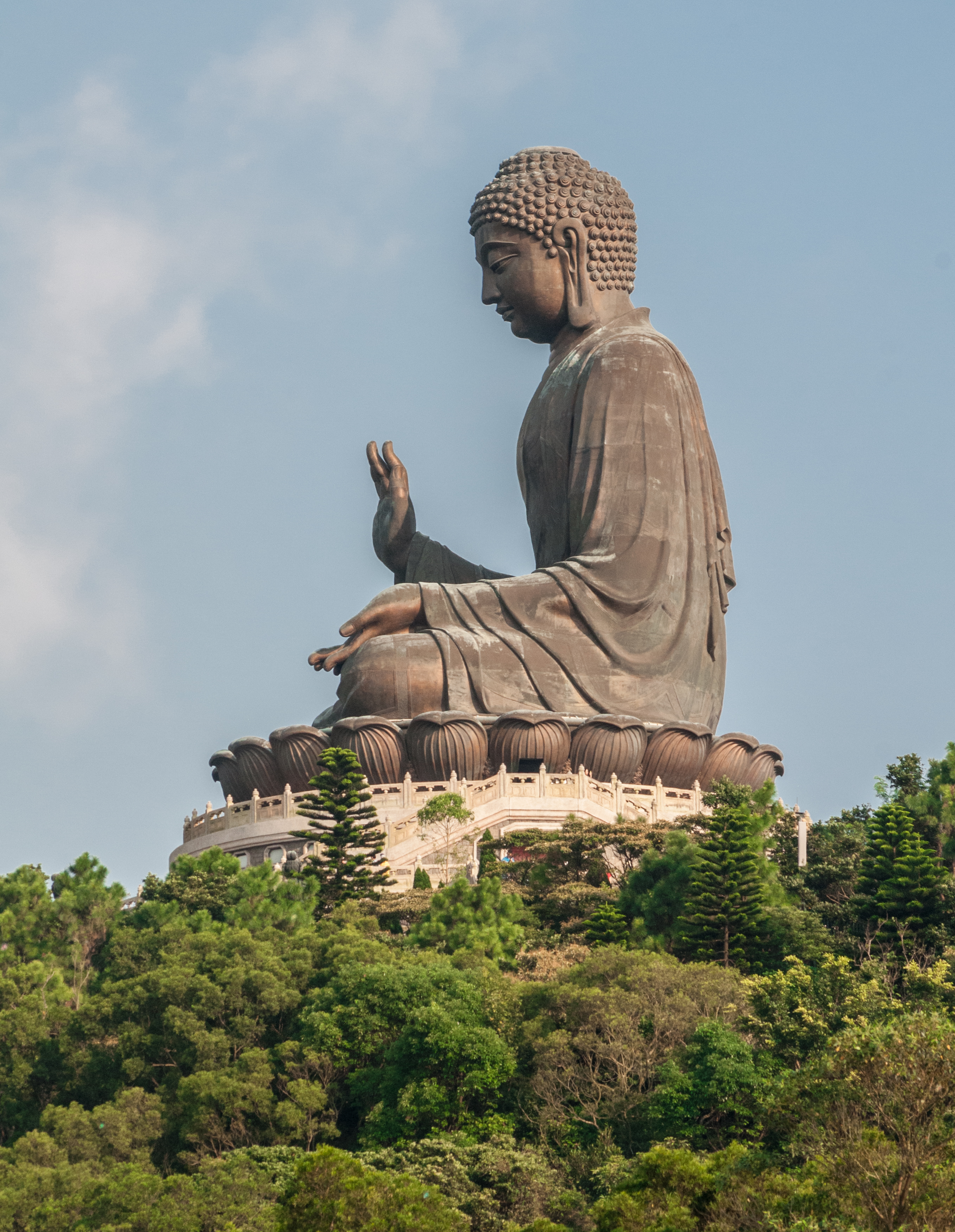
زادروز بودا در آوریل جشن گرفته می‌شود، تصویر تندیس بودای تیان تن، هنگ کنگ

  - روز جهانی کودک (هنگ کنگ و تایوان)
  - روز استقلال (سنگال)
- ۵ آوریل
  - روز جهانی کودک (فلسطین)
- ۷ آوریل
  - روز مادری و زیبایی (ارمنستان)
  - روز زن (موزامبیک)
  - روز جهانی بهداشت
- ۸ آوریل
  - جشن زادروز بودا (فقط در ژاپن دیگر کشورها از گاهشماری دیگری پیروی می‌کنند)
- ۱۱ آوریل
  - روز جهانی پارکینسون
- ۱۲ آوریل
  - ۲۴۰ تاجگذاری شاپور یکم
  - شب یوری، یادبود نخستین انسان در فضا، یوری گاگارین
  - روز جهانی کودک (بولیوی و هائیتی)
- ۱۳ آوریل
  - روز معلم (اکوادور)
- ۲۱ آوریل
  - جنبش راستافار
  - روز درختکاری (کنیا)
- ۲۲ آوریل
  - روز زمین
  - روز جهانی کتاب
- ۲۴ آوریل
  - نسل‌کشی ارمنی‌ها
- ۲۶ آوریل
  - فاجعه چرنوبیل
- ۲۷ آوریل
  - روز آزادی (آفریقای جنوبی)
  - روز ملی (مایوت)
- ۲۸ آوریل
  - روز جهانی ایمنی و بهداشت حرفه‌ای